# Martin Bernburg
Martin Bernburg (ur. 23 grudnia 1985 w Amager) – duński piłkarz występujący na pozycji napastnika. Od 2015 roku jest zawodnikiem klubu Tårnby FF. W reprezentacji Danii zadebiutował w 2008 roku. Do 25 października 2013 roku rozegrał w niej 4 mecze, w których zdobył jedną bramkę.